# 南村镇 (辉县市)
南村镇，是中华人民共和国河南省新乡市辉县市下辖的一个乡镇级行政单位。

## 行政区划
南村镇下辖以下地区：
南村东村、司东村、北东坡村、东村、河北村、南东坡村、南村北村、司北村、尚庄村、楼村、石盆村、槲树庄村、贾庄村、新村、牛王庙村、界地村、鸭村、魏沟村、西王庄村、南王庄村、刘家池村、寺泉村、丁庄村、西占村和二冲村。